# Paccelis Morlende
Paccelis Octave Morlende (Creil, 19 aprile 1981) è un ex cestista francese.
È il fratello di Kris Morlende.

## Carriera
È stato selezionato dai Philadelphia 76ers al secondo giro del Draft NBA 2003 (50ª scelta assoluta).
Nella stagione 2006-07 ha giocato con il club francese del BCM Gravelines. Sul parquet ricopriva il ruolo di play.
Ha giocato anche in Italia, con la Benetton Basket e con Roseto.
Nel 2002-03 non ha potuto giocare con la Virtus Bologna, a causa di un infortunio.

## Palmarès
- Semaine des As: 1

Digione: 2004
- Coppa Italia: 1

Pall. Treviso: 2005
- Supercoppa italiana: 1

Pall. Treviso: 2004